# Guillaume Perrier
Pour les articles homonymes, voir Perrier.
Guillaume Perrier, né à Mâcon en 1600 et mort à Lyon en 1656, est un peintre et graveur français.

## Biographie
Guillaume Perrier est le fils d'un orfèvre et le frère du peintre et graveur François Perrier. Il est originaire du Mâconnais et s'installe à Lyon en 1636. 
Son plus grand travail dans cette ville est l'ensemble de peinture commandée pour le couvent des Minimes, quarante-quatre tableaux dispersés à la Révolution et dont seuls deux, La Cène et La Pâques juive, sont localisés ; ils ont été donnés en 2006 au Musée du Puy. Les autres sont connus par un inventaire réalisé en 1791 par l'ex-augustin Joseph Janin à la demande du district.

## Œuvres dans les collections publiques

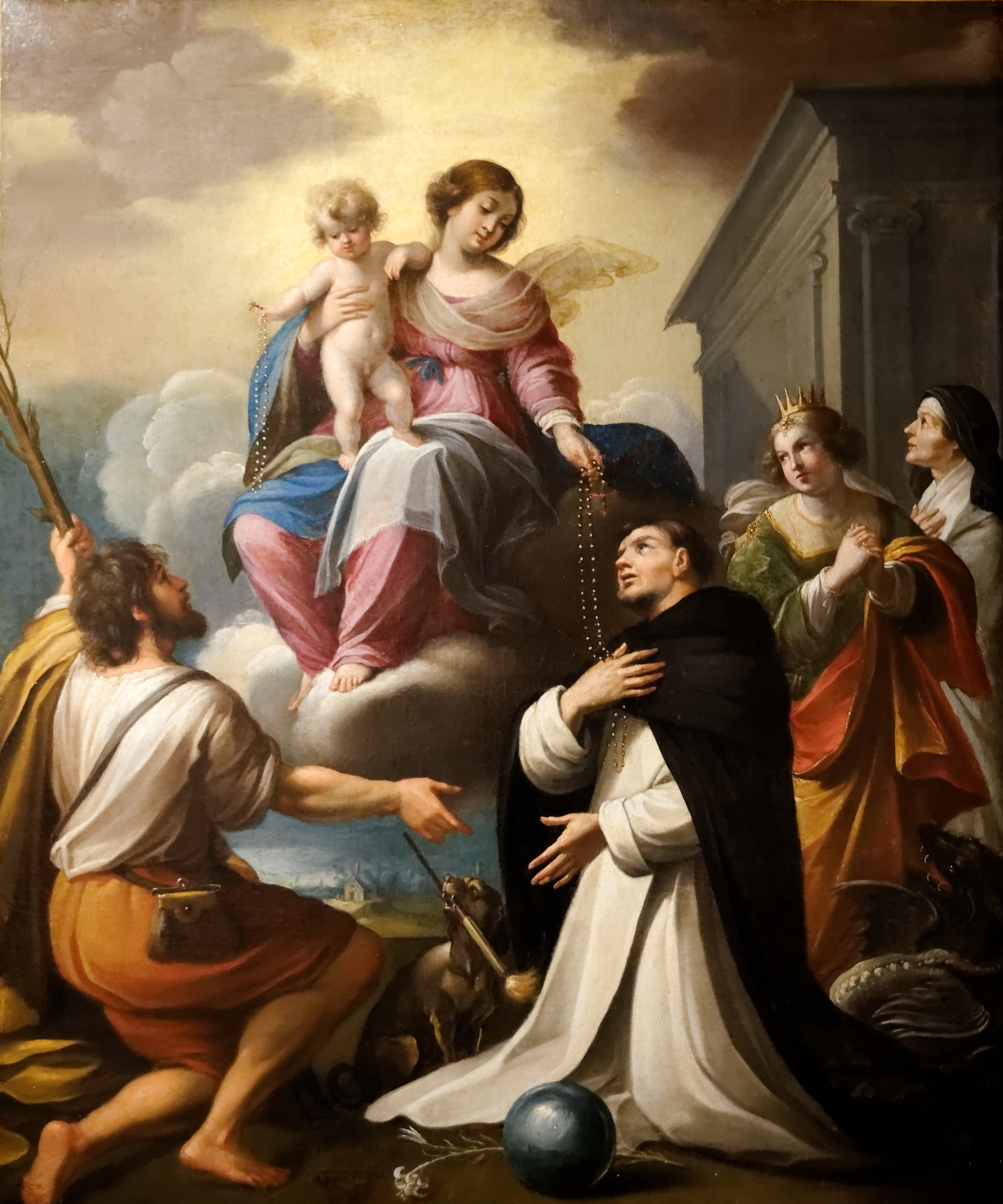
La remise du rosaire (Mâcon, musée des Ursulines).

- Bourg-en-Bresse, Église Saint-Nicolas-de-Tolentin de Brou :
  - Saint Nicolas de Tolentin en extase écoutant le concert des anges (1634) ;
- Lyon, musée des Beaux-Arts :
  - Sainte Cécile ;
- Mâcon, musée des Ursulines :
  - Achille parmi les filles de Lycomède[2] ;
  - La remise du rosaire [3] ;
  - La Naissance de saint Vincent ;
  - Saint Vincent meurt de ses blessures[4] ;
- Nyons, église Saint Vincent
  - Les deux familles du Christ (classé MH)
- Nancy, musée des Beaux-Arts :
  - Anges expliquant le mystère de la Croix[5] ;
  - Ravissement de la Madeleine[6] ;
  - Sainte Famille[7] ;
- Rue (Somme), Église Saint-Wulphy :
  - Le Martyre de sainte Lucie (1650)[8] ;
- Thizy-les-Bourgs (Rhône) , Chapelle Saint-Georges de Thizy
  - Vierge à l'Enfant avec saint Roch, saint Antoine, saint Charles Borromée et saint Sébastien (1633) [9],[10]